# Silničná
Silničná (deutsch Straßendorf, früher Straßendörfel) ist ein Ortsteil der Gemeinde Žarošice in Tschechien. Er liegt sechs Kilometer südwestlich von Ždánice und gehört zum Okres Hodonín.

## Geographie
Das Straßendorf Silničná erstreckt sich am Südabfall des Ždánický les rechtsseitig über dem Tal des Baches Zdravotnický potok. Das Dorf liegt umgeben von Weinbergen im Naturpark Ždánický les. Nordöstlich erhebt sich die Maliny (371 m), im Osten der Petrovec (298 m), südwestlich der Šumberk (323 m) und im Westen der Romenov. Am südlichen Ortsausgang verläuft die Staatsstraße I/54 von Slavkov u Brna nach Kyjov. Gegen Nordwesten liegt die mittelalterliche Wüstung Mezilesice und nördlich die Wüstung Konůvky.
Nachbarorte sind Zdravá Voda im Norden, Ždánice im Nordosten, Archlebov und Žarošice im Südosten, Janův Dvůr im Süden, Uhřice im Südwesten sowie Milešovice, Kobeřice u Brna und Nížkovice im Nordwesten.

## Geschichte
An der Stelle des heutigen Dorfes befand sich einst der Wallfahrtsort Mariä Wiegenfest in den Weinbergen.

### Wallfahrtskirche Mariä Wiegenfest in den Weinbergen
Legenden zufolge soll sich hier eine heidnische Opferstätte befunden haben, an deren Platz die markomannische Königin Fritigil (Fritigilda) zum Ende des 4. Jahrhunderts einen christlichen Tempel mit einer Figur der Jungfrau Maria erbauen ließ.
Die erste schriftliche Erwähnung einer Kapelle in den Weinbergen erfolgte im Jahre 1220 im Zuge ihrer Erbauung durch das Zisterzienserkloster Velehrad. Es wird vermutet, dass sie jedoch wesentlich älter ist. Zu Beginn des 14. Jahrhunderts erwarb die Königin Elisabeth Richza die Žarošicer Güter. Sie schenkte diese dem von ihr gegründeten Königinkloster Alt Brünn. Im Jahre 1330 stiftete Elisabeth Richza der Wallfahrtskapelle Mariä Wiegenfest in den Weinbergen die Statue der Alten Mutter Gottes. Anstelle der Kapelle wurde im 16. Jahrhundert die Wallfahrtskirche Mariä Wiegenfest errichtet. Unter dem seit 1696 amtierenden Pfarrer Wenzel Alauda nahmen die Wallfahrten einen großen Aufschwung und Žarošice wurde zu einem der bedeutendsten Wallfahrtsorte Mährens. Zu der jährlichen Hauptwallfahrt reisten etwa 60.000 Pilger nach Žarošice. Am Wallfahrtsort wohnten ein Pfarrer und zwei Kaplane. Diese wurden während der Vorbereitung der Wallfahrten durch zehn weitere Geistliche verschiedener Orden unterstützt.
Im 17. Jahrhundert erfolgte unter dem Barockbaumeister Moritz Grimm ein weiterer Ausbau des Areals, und neben der Wallfahrtskirche ließen die Zisterzienserinnen eine Residenz erbauen. Die barocke Anlage wurde stetig erweitert und ähnelte schließlich der heute noch erhaltenen auf dem Heiligen Berg bei Příbram. Die barocke Kirche mit einem mächtigen Turm war von einem Hof mit Kreuzgängen umgeben, an dessen Ecken sich Kapellen befanden. Am Tor befand sich eine weitere Kapelle für die Pilger. Auf der Südseite des Hofes stand ein einstöckiges Gebäude für die Geistlichen.
Nach der 1782 erfolgten Aufhebung des Königinklosters fiel das Gut Žarošice dem Religionsfonds zu. Obwohl Kaiser Joseph II. am 1. August 1785 sämtliche Wallfahrten verboten hatte, reisten am 11. September desselben Jahres dennoch Pilger zur jährlichen Wallfahrt an. Sie fanden die zum Abbruch vorgesehene Kirche verschlossen, brachen ein und trugen die Madonna zur Pfarrkirche nach Žarošice. 1786 wurde die Wallfahrtskirche entweiht. Für den Wiederaufbau des 1797 abgebrannten Städtchens Žarošice wurden die Steine der Wallfahrtskirche und der Residenz als Baumaterial verwendet.
Im Jahre 2006 begannen auf dem Gelände des Wallfahrtsortes Ausgrabungen. Dabei konnten im Jahre 2007 Teile der Kreuzgänge und Reste einer Kapelle mit oktogonalem Grundriss ausgegraben werden.

### Ortsgeschichte
Neben der Wallfahrtskirche befand sich an der Kaiserstraße von Austerlitz nach Gaya einst nur ein Hof. Um 1770 entstand entlang des Fahrweges zum Heilbad Rosenthal eine aus neun Kirchwächterhäusern bestehende Ansiedlung, die Straßendörfel genannt wurde. Anstelle des Hofes entstanden später eine k.k. Poststation und das Gasthaus zur Weintraube. Nach der 1782 erfolgten Aufhebung des Königinklosters fiel Straßendörfel dem Religionsfonds zu. Am 30. August 1824 kaufte Ernestine Gräfin Schaffgotsch das Allodgut Zaroschitz mit den zugehörigen Dörfern Zaroschitz, Rosenthal und Straßendörfel von der k.k. Veräußerungskommission. Sie ließ einen Teil des Weinberges roden und das Dorf vergrößern. 1834 lebten in den 27 Häusern von Straßendörfel 118 Personen.
Nach der Aufhebung der Patrimonialherrschaften bildete Strandorf/Straßendorf ab 1850 einen Ortsteil der Gemeinde Žarošice/Scharoschitz in der Bezirkshauptmannschaft Gaya und dem Gerichtsbezirk Steinitz. Im 19. Jahrhundert erwarben die Fürsten von Liechtenstein den Grundbesitz und hielten ihn bis 1923. Zum Ende des 19. Jahrhunderts fanden die tschechischen Ortsnamen Na Silničné und Silničná Verwendung, von denen sich letzterer schließlich durchsetzte. Nach der Aufhebung des Okres Kyjov wurde der Ort 1960 dem Okres Hodonín zugeordnet. Im Jahre 1991 hatte das Dorf 56 Einwohner. Beim Zensus von 2001 wurden 33 Häuser und 54 Einwohner gezählt.

## Sehenswürdigkeiten
- Kapelle und Kreuz am ehemaligen Grab von Ferdinand von Tiesenhausen, der Schwiegersohn des Marschall Kutusow verstarb im Gasthaus an seinen während der Schlacht bei Austerlitz erlittenen Verletzungen. Sein Leichnam wurde 1806 nach Reval überführt.
- Statue des hl. Johannes von Nepomuk, das 1765 vom Brünner Bildhauer Andreas Schweigel geschaffene Werk entstand im Auftrag von Carl Joseph Ritter von Stiebig entsprechend einem Wunsch seiner im Jahre zuvor verstorbenen Frau an der Stelle eines Hofes der Vorfahren der Ritter Stiebig. Die heutige Skulptur ist eine Nachbildung des im Jahre 2003 gestohlenen Originals.
- Reste der gotischen Burg Kepkov, der Feste Konůvky und erloschenes Dorf Konůvky, nördlich im Ždánický les im Tal des Baches Křižanovický potok, archäologische Fundstätten
- Reste der Feste Klasov, nordöstlich im Ždánický les im Tal des Baches Klasovký potok